# Eriocaulon sigmoideum
Eriocaulon sigmoideum är en gräsväxtart som beskrevs av Charles Wright. Eriocaulon sigmoideum ingår i släktet Eriocaulon och familjen Eriocaulaceae. Inga underarter finns listade i Catalogue of Life.